# Ізола-Вічентіна
Ізола-Вічентіна (італ. Isola Vicentina, вен. Ìxoła Vixentina) — муніципалітет в Італії, у регіоні Венето, провінція Віченца.
Ізола-Вічентіна розташована на відстані близько 430 км на північ від Рима, 75 км на захід від Венеції, 13 км на північний захід від Віченци.
Населення — 10 141 особа (2014).
Щорічний фестиваль відбувається 29 червня. Покровитель — святий Петро.

## Демографія
Населення за роками:

Станом на 1 січня 2023 року в муніципалітеті офіційно проживали 554 іноземці з 48 країн, серед них 120 громадян країн Євросоюзу та 16 громадян України.

## Сусідні муніципалітети
- Кальдоньо
- Кастельгомберто
- Корнедо-Вічентіно
- Костабіссара
- Гамбульяно
- Мало
- Віллаверла